# Pygopleurus labaumei
Pygopleurus labaumei es una especie de coleóptero de la familia Glaphyridae.

## Distribución geográfica
Habita en Turquía.